# Crasnaia Gorca, Stînga Nistrului
Crasnaia Gorca este un sat din cadrul comunei Delacău din Unitățile Administrativ-Teritoriale din Stînga Nistrului, Republica Moldova.
Conform recensământului din anul 2004, populația localității era de 4.821 locuitori, dintre care 3.402 (70.56%) moldoveni (români), 556 (11.53%) ucraineni si 726 (15.05%) ruși.